# Tlacotepec de Mejía
Tlacotepec de Mejía là một đô thị thuộc bang Veracruz, México. Năm 2005, dân số của đô thị này là 3529 người.